# Lodewijk III van Oława
Lodewijk III van Oława (circa 1405 - 18 juni 1441) was van 1419 of 1420 tot 1441 hertog van Ohlau (Oława) en Nimptsch (Niemcza) en van 1431 tot 1441 hertog van Lüben (Lubin) en Haynau (Chojnów). Hij behoorde tot de Silezische tak van het huis Piasten.

## Levensloop
Lodewijk III was de jongste zoon van hertog Hendrik IX van Lüben en diens eerste echtgenote Anna, dochter van hertog Przemysław I Noszak van Teschen. 
Na het overlijden van zijn vader in 1419 of 1420 erfde Lodewijk III samen met zijn oudere broer Wenceslaus III de districten Ohlau en Nimptsch, terwijl de districten Lüben en Haynau naar zijn oudste broer Ruprecht II ging. Nadat zijn broer Wenceslaus III in 1423 stierf, regeerde Lodewijk III alleen over Ohlau en Nimptsch. Na de dood van zijn oudste broer Ruprecht II erfde Lodewijk eveneens de districten Lüben en Haynau, waarmee hij de bezittingen van zijn vader kon herenigen. 
In 1420 sloten Lodewijk III en zijn broers een erfverdrag met hertog Lodewijk II van Liegnitz, een stiefbroer van hun vader, dat in 1424 werd bekrachtigd. Door dit verdrag werd het gezamenlijke bezit van deze tak van het huis Piasten verzekerd. Omdat de Boheemse koning als leenheer het verdrag niet bevestigde, kwam het na de kinderloze dood van Lodewijk II in 1436 tot een langdurige erfstrijd. Deze zogenaamde Leenstrijd van Liegnitz bleef duren tot in 1469. 
In 1435 kon Lodewijk III Haynau en Nimptsch van de Hussieten heroveren. Hetzelfde jaar trad hij toe tot de Landvredebond, die echter weinig successen kon boeken.

## Huwelijk en nakomelingen
Lodewijk III huwde rond 1423 met Margaretha (1412/1414-1454), dochter van hertog Bolko IV van Opole. Ze kregen twee zonen:
- Jan I (1425-1453), hertog van Lüben
- Hendrik X (1426-1452), hertog van Haynau

Na zijn overlijden in 1441 erfde zijn echtgenote Margaretha het hertogdom Ohlau, terwijl zijn zonen Jan I en Hendrik X zijn overige gebieden erfden.